# Silver City (film)
Silver City, amerikansk film från 2004.

## Handling
En nervös, lätt dyslektisk guvernörskandidat, Dickie Pilager (Chris Cooper), ser sin kampanj hotad när ett bokstavligt lik upptäcks under kampanjen. Den konservative guvernörskandidatens rådgivare Chuck Raven (Richard Dreyfuss) försöker lösa situationen genom att anlita en privatdetektiv som ska undersöka sambanden mellan familjen Pilagers fiender och liket.

## Rollista (i urval)
- Chris Cooper - Dickie Pilager
- Richard Dreyfuss - Chuck Raven
- Maria Bello - Nora Allardyce
- Thora Birch - Karen Cross
- David Clennon - Mort Seymour